# Cathédrale de Santa Clara
La cathédrale de Santa Clara de Asís (cathédrale de Sainte-Claire d'Assise) est une cathédrale catholique romaine située dans la ville de Santa Clara, à Cuba. Elle se trouve sur la Calle Marta Abreu, l'une des principales artères de la ville, à seulement deux pâtés de maisons du Parque Vidal et à côté du centre culturel "El Mejunje (en)". 